# Jacobo Estuardo, I conde de Arran

Armas de James Stewart

El capitán James Stewart, conde de Arran (fallecido en 1595) fue creado conde de Arran por Jacobo VI, que le arrebató el título a James Hamilton, tercer conde de Arran. Llegó a ser Lord Canciller de Escocia y finalmente fue asesinado en 1595. 

## Carrera
Era el segundo hijo de Andrew Stewart, segundo Lord Ochiltree y su esposa Agnes, hija de John Cunningham, Ayrshire. La hermana de Stewart, Margaret, fue la esposa del reformador John Knox . 
En abril de 1573, James fue enviado como rehén a Inglaterra para garantizar la seguridad del ejército y artillería ingleses enviados al Asedio del Castillo de Edimburgo, en manos de los seguidores de María de Escocia. El regente Morton le entregó £ 55 para sus gastos en Inglaterra. Fue Capitán de la Guardia Real de Jacobo VI y sirvió con las fuerzas holandesas en los Países Bajos contra los españoles, y regresó a Escocia en 1579.  
James se convirtió rápidamente en favorito del joven rey, y en 1580 fue nombrado Caballero de la alcoba. Fue seguidor de Esmé Stewart, y en enero de 1580 acusó al ex Regente Morton, el auténtico poder en Escocia, de participar en el asesinato de Lord Darnley. Stewart recibió como recompensa la tutela de James Hamilton, III conde de Arran, mentalmente incapacitado, siendo nombrado él mismo conde de Arran el 22 de abril de 1581. El nuevo conde utilizaba a menudo Kinneil House de los Hamilton como residencia hasta después de su caída en otoño de 1585, cuando permaneció allí bajo arresto domiciliario.
En julio de 1581 se casó con Elizabeth Stewart, exesposa del tío abuelo del rey, Robert Stewart, que fuera conde de Lennox y ahora lo era de conde de March. Elizabeth, la condesa de Arran, era hija de John Stewart, cuarto conde de Atholl . 

### La administración Lennox-Arran
Esmé Stewart fue creado conde y posteriormente duque, de Lennox, y él y Arran se convirtieron en socios de gobierno y rivales por la supremacía.  Su actuación al frente del gobierno de Escocia, y su correspondencia con Francia y España, les hicieron impopulares en Inglaterra y entre los más recalcitrantes protestantes escoceses, aunque el rey admiraba mucho a Lennox y disfrutaba de su compañía. 

### El asalto de Ruthven
En agosto de 1582, Lennox y Arran celebraron el Consejo Privado en Perth, y después regresaron al Palacio Dalkeith, cerca de Edimburgo. Jacobo VI fue invitado a quedarse cazando en Perthshire, y el conde de Gowrie y sus seguidores lo llevaron al castillo de Huntingtower el 22 de agosto de 1582, en una acción conocida como el asalto de Ruthven. 
 Arran fue arrestado por los asaltantes y Lennox fue exiliado a Francia donde murió. Gowrie gobernó Escocia durante diez meses, después de emitir una acusación contra Lennox y Arran que incluía el detalle de que la condesa de Arran era "una mujer vil e insolente, famosa por sus monstruosos actos, no sin sospechar del diabólico arte mágico". A Arran se le permitió asistir a algunas reuniones del consejo para reforzar el apoyo al nuevo régimen.
Arran se había hecho numerosas joyas de Jacobo VI y su madre, María de Escocia. El 28 de mayo de 1583, su esposa Elizabeth devolvió conjuntos de perlas, rubíes y diamantes a Lord Gray, Maestre del guardarropa del rey y posteriormente, en 1585, más joyas reales, incluido la " Gran H de Escocia ".

### La supremacía de Arran
Arran reunió 12,000 hombres y recuperó el poder en julio de 1583,  manteniéndose al frente del país los dos años siguientes. Gowrie fue ejecutado y el resto de participantes en el asalto de Ruthven y sus seguidores fueron desterrados a Newcastle upon Tyne. Después de mayo de 1584, Arran figura en primer lugar en las listas de asistentes al Consejo Privado de Escocia. Fue nombrado gobernador del castillo de Edimburgo, preboste de la ciudad y teniente general del ejército real. Actuó contra el ala presbiteriana de la iglesia escocesa y los desterrados por la acción de Ruthven, que intentaron asaltar el castillo de Stirling. Tampoco gustó el papel de su esposa en la administración a los ministros del Kirk de Edimburgo. 
Arran envió copias del libro de poesía del rey, The Essayes of a Prentise in the Divine Art of Poesie, impreso en Edimburgo por Thomas Vautrollier y encuadernado en vitela naranja, a Cecil y Lord Hunsdon el 28 de diciembre de 1584.
El gobierno de Arran fue socavado en parte por las acciones de su representante diplomático en Londres, el joven Maestre Gray. En febrero de 1585, Isabel se comunicaba por separado con Arran y con el Maestre.
Jacobo VI le otorgó el Castillo de Dirleton a Arran, que hospedó al Rey allí durante doce días en mayo de 1585, durante una epidemia de peste en Edimburgo. El conde ofreció al monarca un suntuoso banquete y una representación teatral de Robin Hood .
Arran cayó en desgracia después de que Francis Russell, hijo del segundo conde de Bedford, fuera asesinado el 27 de julio de 1585. Arran fue acusado de estar implicado por el embajador inglés, Nicholas Wotton y Jacobo VI ofreció inmediatamente a Arran a Inglaterra. No obstante, Arran fue encarcelado en el castillo de St Andrews y mantenido en arresto domiciliario en Kinnell House. Un relato dice que viajó de Kinneil a Ayr y se embarcó en un bote con las joyas reales, incluida la Gran H de Escocia o 'Kingis Eitche', pero se vio obligado a entregar las joyas a George Home .
Fue incapaz de evitar que los desterrados de la incursión de Ruthven regresaran de Inglaterra, tomaran el Castillo de Stirling el 4 de noviembre de 1586 y lo declararan traidor.  

## Retiro y muerte
Evitando los planes para su destierro, y a pesar de que se le ordenó abandonar el país, pasó el resto de su vida retirado en Ayrshire. Sin embargo, permaneció en comunicación con Jacobo y puede haber llevado a cabo algunas misiones secretas para él.  
En diciembre de 1592 Stewart llegó a Holyroodhouse y se encontró con el rey junto a las perreras. Luego entró en la cámara de presencia donde algunos lo llamaron 'Lord Canciller' y se reunió con Ana de Dinamarca, pero Jacobo permitió que las iglesias proclamaran que no volvería a contar con Stewart. El embajador inglés Robert Bowes escuchó que entre sus partidarios se contaban el duque de Lennox, Sir George Home, James Sandilands, el coronel William Stewart, Thomas Erskine y el Laird de Dunipace, que planeaban su rehabilitación y el derrocamiento del canciller John Maitland y la familia Hamilton.
Fue asesinado por Sir James Douglas de Parkhead, sobrino del Regente Morton, el 5 de diciembre de 1595.